# Simon Grether
Simon Grether (Friburgo, 20 maggio 1992) è un calciatore svizzero, difensore del Dornach.

## Caratteristiche tecniche
È un terzino destro.

## Carriera
Cresciuto nelle giovanili del Basilea, ha esordito il 13 luglio 2012 in occasione del match vinto 1-0 contro il Servette.

## Statistiche

### Presenze e reti nei club
Statistiche aggiornate al 22 febbraio 2017.
| Stagione        | Squadra         | Campionato      | Campionato | Campionato | Coppe nazionali | Coppe nazionali | Coppe nazionali | Coppe continentali | Coppe continentali | Coppe continentali | Altre coppe | Altre coppe | Altre coppe | Totale | Totale | Totale |
| Stagione        | Squadra         | Comp            | Pres       | Reti       | Comp            | Pres            | Reti            | Comp               | Pres               | Reti               | Comp        | Pres        | Reti        | Pres   | Reti   |        |
| --------------- | --------------- | --------------- | ---------- | ---------- | --------------- | --------------- | --------------- | ------------------ | ------------------ | ------------------ | ----------- | ----------- | ----------- | ------ | ------ | ------ |
| 2012-gen. 2013  | Basilea         | ASL             | 2          | 0          | CS              | 0               | 0               | UCL+UEL            | 1+0                | 0                  |             | -           | -           | 3      | 0      |        |
| gen.-giu. 2013  | Bellinzona      | ChL             | 9          | 0          | CS              | 0               | 0               |                    | -                  | -                  |             | -           | -           | 9      | 0      |        |
| 2013-2014       | Winterthur      | ChL             | 21         | 0          | CS              | 0               | 0               |                    | -                  | -                  |             | -           | -           | 21     | 0      |        |
| 2014-2015       | Wohlen          | ChL             | 24         | 1          | CS              | 2               | 0               |                    | -                  | -                  |             | -           | -           | 26     | 1      |        |
| 2015-2016       | Wohlen          | ChL             | 23         | 1          | CS              | 1               | 0               |                    | -                  | -                  |             | -           | -           | 24     | 1      |        |
| Totale Wohlen   | Totale Wohlen   | Totale Wohlen   | 47         | 2          |                 | 3               | 0               |                    | -                  | -                  |             | -           | -           | 50     | 2      |        |
| 2016-2017       | Lucerna         | ASL             | 21         | 0          | CS              | 4               | 0               | UEL                | 1                  | 0                  |             | -           | -           | 26     | 0      |        |
| 2017-2018       | Lucerna         | ASL             | 13         | 0          | CS              | 2               | 0               | UEL                | 0                  | 0                  |             | -           | -           | 15     | 0      |        |
| Totale carriera | Totale carriera | Totale carriera | 113        | 2          |                 | 9               | 0               |                    | 2                  | 0                  |             | -           | -           | 124    | 2      |        |

## Palmarès

### Club

#### Competizioni nazionali
- Coppa Svizzera: 1

Lucerna: 2020-2021